# 미카와촌 (오카야마현 오다군)
미카와촌(美川村)은 오카야마현 오다군에 있던 촌이다. 현재의 야카게정에 해당한다.

## 역사
- 1889년 6월 1일 - 정촌제 시행에 의해 오다군 미카와촌이 발족하였다.
- 1954년 5월 1일 - 미타니촌, 야마다촌, 가와모촌, 나카가와촌과 합병해 야카게정이 발족하여 폐지되었다.

## 참고문헌
- 角川日本地名大辞典 33 岡山県
- 『市町村名変遷辞典』東京堂出版、1990年。